# 염화 바이닐
염화 바이닐(vinyl chloride) 또는 클로로에틸렌(chloroethylene)은 H2C=CHCl의 구조식을 가진 유기 할로젠 화합물로, 무색의 가연성 독가스이다. 산업적으로 폴리염화 바이닐(PVC)을 중합하는데 사용되는 주요 물질이다. 매년 약 130억 kg이 생산된다.

## 합성
1835년 염화 에틸렌과 수산화 칼륨을 반응시켜 최초로 합성했다. 이 화학 반응은 중합 반응이다. 20세기 초에 염화 수은(II)의 존재하에 아세틸렌과 염화수소로부터 염화바이닐 을 제조하는 공정이 개발되었으며, 천연 고무의 대체물이 필요했던 제2차 세계대전 당시에야 비로소 본격적인 생산이 시작되었다. 유럽에서는 아세틸렌을 이용한 방법을 사용하며, 미국에서 보통 염화 에틸렌을 480~510 °C에서 가열하거나 묽은 수산화 나트륨 용액으로 처리하여 염화 바이닐을 만든다.

## 화학물리적 성질
염화 바이닐의 화학적 성질은 올레핀의 성질과 유사하며, 중합체로 전환되는 것 외에 염화 바이닐의 가장 중요한 반응은 하이포아염소산과 반응하여 술파티아졸과 같은 조제약을 만드는 데 쓰이는 클로로 아세트 알데히드를 만드는 것이다.
물리적으로는 햇볕을 받으면 서서히 편상의 고체로 변하는 성질이 있다.

## 결정성 염화바이닐
폴리염화바이닐의 특수한 것으로 결정성인 것이 있다. 이것은 염화바이닐을 저온으로 중합시킨 것으로서, 가지갈림도 적고 분자 자신이 늘어서기 쉽게 되어 있다. 이와 같은 성질의 수지는 아세톤－이황화탄소 혼합용제로 녹이고, 작은 구멍으로 압출하여 용제를 건조시켜 방사할 수 있다. 이렇게 만들어진 실은 분자가 적당히 결정화되어 있어 실로서 적당한 인장강도를 가졌으며, 값이 퍽 싼 편이므로 어망·커튼 용으로 쓰인다.
버스 손잡이 등에 피복한 염화바이닐 튜브는 결정화하기 쉬운 폴리염화바이닐을 시트로 잡아늘인 상태에서 냉각시켜 만든 것이다. 이것을 파이프에 씌워서 뜨거운 물을 끼얹으면 폴리염화바이닐은 연화하여 깨끗이 정렬해 있던 분자사슬이 온도에 따라 흩어져 분자쇄가 오그라져 수축하므로 파이프에 밀착하게 되는 것이다.

## 같이 보기
- 바이닐기